# 文公 (鄭)
文公（ぶんこう、紀元前?年 - 紀元前628年）は、鄭の第10代君主。厲公の子。

## 生涯
厲公の子として生まれる。
厲公後7年（前673年）5月、厲公が薨去したため、子の踕（しょう）が立って鄭君（以降は文公と表記）となった。
文公6年（前667年）6月、文公は斉・宋・陳・魯と幽（宋の地）にて同盟した。
文公7年（前666年）秋、楚の令尹（上卿にあたる楚の官名）である子元が600乗の戦車部隊を率いて鄭に攻め込んできた。これに対し、斉・宋・魯が救援に来たので、楚軍を追い返すことができた。
文公8年（前665年）夏、鄭は許（きょ：国名）に侵攻した。
文公14年（前659年）秋、楚が鄭を攻撃したため、8月に斉・宋・鄭・曹・邾の諸侯は檉（てい：宋の地）で会合した。
文公15年（前658年）冬、楚が鄭を攻撃し、楚の鬬章によって鄭の聃伯（たんぱく）が捕らえられた。翌年（前657年）冬、楚が鄭を攻撃した。毎年のように楚の攻撃があるので、文公は楚との和平を考えたが、大夫の孔叔に諫められた。
文公17年（前655年）夏、斉・宋・陳・衛・鄭・魯・許・曹の諸侯たちは、首止（衛の地）において周の太子鄭と会合し、周の政治を安定させるための相談をした。秋、諸侯が首止で盟を結んだが、文公はその場から逃げ出して国へ帰った。そのため翌年（前654年）の夏、斉・宋・陳・衛・曹・魯の諸侯軍は鄭を攻撃して新城を包囲した。秋、これに対し、楚が鄭を救うべく許を包囲したので、諸侯軍は許を救うために鄭の包囲を解いた。
文公19年（前653年）春、斉が鄭を攻撃してきた。この時、大夫の孔叔は文公に降伏するよう勧めたが、文公は申侯を処刑することで許しを請うた。7月、斉の桓公・宋の桓公・魯の僖公・陳の太子款・鄭の太子華らは寧母（魯の地）で盟を結んだ。
文公21年（前651年）夏、文公は周公（宰孔）・斉・宋・衛・魯・許・曹とともに葵丘（宋の地）で会合し、9月に盟を結んだ。
文公24年（前649年）、文公の賤妾である燕姞（えんきつ）との間に蘭（のちの穆公）が生まれた。
文公26年（前647年）夏、文公は斉・宋・陳・衛・魯・許・曹と鹹（かん：衛の地）で会合し、淮夷（わいい）が杞を苦しめることと、王室のことを話し合った。
文公27年（前646年）秋、狄（てき）が鄭に侵入してきた。
文公31年（前642年）11月、太子華を殺した。
文公36年（前637年）、晋の公子重耳が鄭を訪れたが、文公は礼遇しなかった。この時、弟の叔詹（しゅくせん）が諫めたが、文公は聞き入れなかった。
文公37年（前636年）秋、鄭の従属国だった滑（かつ：国名）が、鄭の命令を聞かなくなり、衛に附いたため、文公は滑に侵攻した。周の襄王は大夫の伯犕を遣わして滑を許してやるように言ってきた。しかし、文公は以前、鄭が周の恵王を助けた時、なんの爵禄ももらえなかったことと、周の襄王が衛と滑に与していることに怨みを抱いて、周の襄王の請いを聞き入れず、使者の伯犕を捕えた。周の襄王はこれに怒り、翟人とともに鄭を攻撃したが、勝てなかった。その冬、周の襄王が翟人に攻撃されて鄭に亡命してきたので、文公は周の襄王を汜（し）に住まわせてやった。翌年（前635年）、晋の文公が周の襄王を成周に戻した。
文公41年（前632年）、鄭は楚を援けて晋を攻撃した。
文公43年（前630年）、報復として晋の文公と秦の穆公が連合して鄭を包囲した。これより先、文公には3人の夫人がおり、子が5人生まれたが、皆罪によって殺され、いずれも早く世を去った。文公は怒って腹妾の公子たちをことごとく追放した。このとき公子蘭も追放され、晋に亡命した。公子蘭は晋の文公から寵愛され、その後援によって鄭に入り、太子になろうとした。そこでまず晋は鄭に公の弟である叔詹を誅したいと申し出た。文公が叔詹にこの旨を伝えると、叔詹は自殺したので、文公は叔詹の遺体を晋に引き渡した。さらに晋の文公は公子蘭を鄭の太子にすることを申し入れた。鄭の大夫である石癸が「これに承諾すべきです」と言ったので、文公はこれを承諾し、公子蘭を太子に立てた。
文公45年（前628年）、文公が薨去し、太子の蘭が立って鄭君（穆公）となった。

## 子
- 太子華
- 穆公（蘭）
- 公子臧
- 公子士
- 公子瑕
- 公子兪弥

## 参考資料
- 『春秋左氏伝』（荘公二十一年、二十七年～二十九年、僖公元年～三年、五年～七年、九年、十三年、十四年、十六年）
- 『史記』（鄭世家第十二）